# Phanaeus quadridens
Phanaeus quadridens es una especie de escarabajo del género Phanaeus, familia Scarabaeidae. Fue descrita científicamente por Say en 1835.
Se distribuye por México (municipio de Almoloya del Río) y los Estados Unidos (Arizona). Mide aproximadamente 13-23 milímetros de longitud.